# مديرية المظفر

تعديل مصدري - تعديل

مديرية المظفر إحدى مديريات محافظة تعز. بلغ عدد سكانها 171315 نسمة عام 2004.

## التقسيم الإداري
تقسم المديرية إلى حي واحد يحمل نفس اسم المديرية ويشمل عدة حارات.